# .museum
.museumはスポンサー付きトップレベルドメイン（sTLD）の一つで、国際博物館会議 (ICOM)が定めたように博物館や、博物館の運営団体、博物館の職員個人のために使われるドメイン名である。J. Paul Getty Trustの連携によって、ICANNに新しいTLD設立を申請し、また新設が認可された場合のドメイン運営のために、ICOMはMuseum Domain Management Association (MuseDoma)を設立し、Cary Karpをトップに置いた。.museumドメインは2001年10月20日、初のスポンサードトップレベルドメインとしてDNSのルートサーバに登録された。
このドメインが作り出された背景には、インターネットユーザーのために博物館が使う名前空間を確保することが有益だと考えられたためである。.museumドメインは博物館のサイトであるとすぐに分かるドメインである。
.museumの憲章にある登録条件に加えて、いくつかの名前（地名や一般名詞）では、それのサブドメインが割り当てられる。welcome.museumで解説されているように、国際化ドメイン名の登録も可能である。
登録は公認レジストラを通して行われる。